# SK Jugoslavija
Sportski klub Jugoslavija (СК Југославија) byl jugoslávský fotbalový klub z Bělehradu.
Klub byl založen 6. srpna 1913 pod názvem SK Velika Srbija. Prvním předsedou byl Danilo Stojanović, funkci hrajícího trenéra zastával Čech Alois Machek. Prvním úspěchem bylo vítězství v Srbském olympijském poháru v roce 1914. V roce 1919 se klub přejmenoval na SK Jugoslavija. Stal se mistrem Jugoslávie v letech 1924 a 1925, pohár vyhrál v roce 1936. V historické tabulce předválečné nejvyšší soutěže je na čtvrtém místě. Největším rivalem byl Beogradski SK. Po německé okupaci klub musel změnit název na SK 1913. V roce 1942 se stal mistrem Srbska. V roce 1945 rozhodl nový režim o zrušení všech klubů existujících za okupace, kromě těch, které se zapojily do odbojového hnutí (např. HNK Hajduk Split). Stadion i většinu hráčského kádru Jugoslavije převzal nově vytvořený klub FK Crvena Zvezda, který má také červenobílé dresy, za nástupce SK Jugoslavija se však oficiálně nepokládá.

## Historické názvy
- 1913 – SK Velika Srbija (Sportski klub Velika Srbija)
- 1919 – SK Jugoslavija (Sportski klub Jugoslavija)
- 1941 – SK 1913 (Sportski klub 1913)

## Získané trofeje
- Jugoslávská Prva liga ( 2x )
  - 1924, 1925
- Srpska Liga ( 1x )
  - 1941/42
- Jugoslávský fotbalový pohár ( 1x )
  - 1936
- Srbský olympijský pohár ( 1x )
  - 1914